# Coelioxys biroi
Coelioxys biroi là một loài Hymenoptera trong họ Megachilidae. Loài này được Friese mô tả khoa học năm 1909.